# 共和国广场 (梅斯)
共和国广场（Place de la République）是法国洛林梅斯市中心最大的广场。

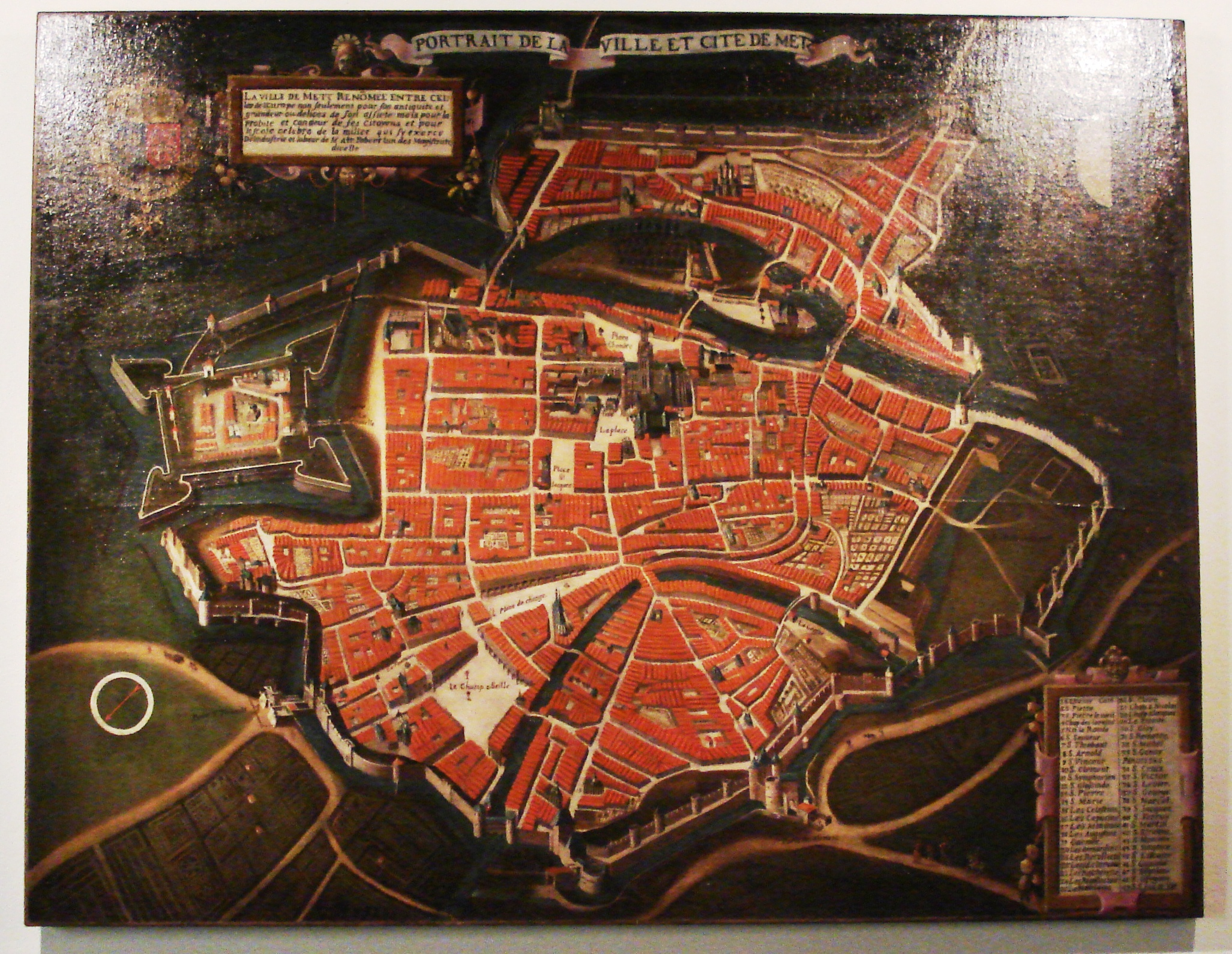

广场开辟于1802年，当时名为皇家广场（Place Royale），毗邻梅斯城堡和老城。1940年德国兼并时期更名为。该广场为矩形，长200米，宽120米。

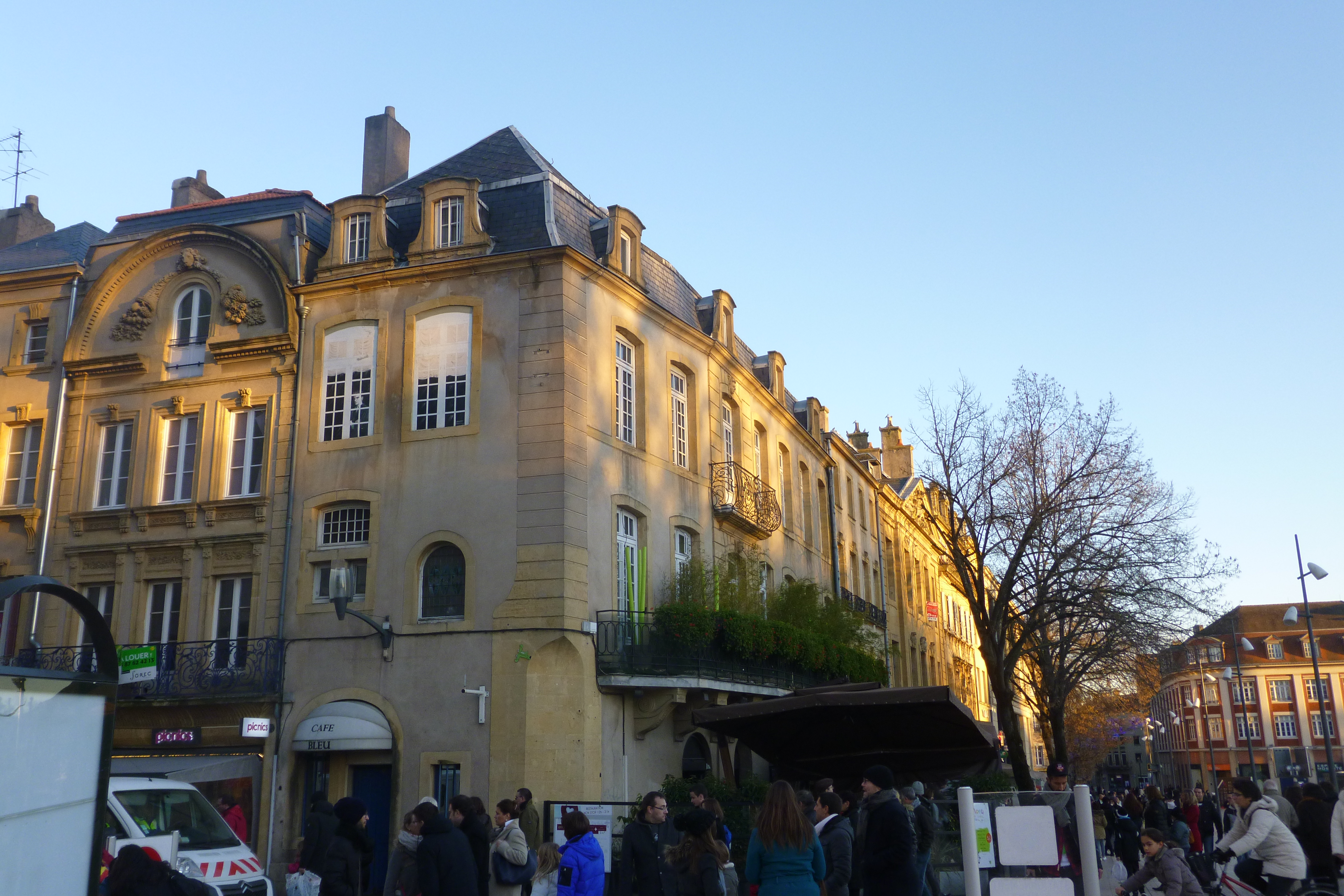

环绕广场有三个建筑立面：东南方罗伯特·舒曼大街的法兰西银行，西南方 Maréchal-Lyautey街的奈伊军营（caserne Ney），温斯顿·丘吉尔街的梅斯法院（palais de justice de Metz）。

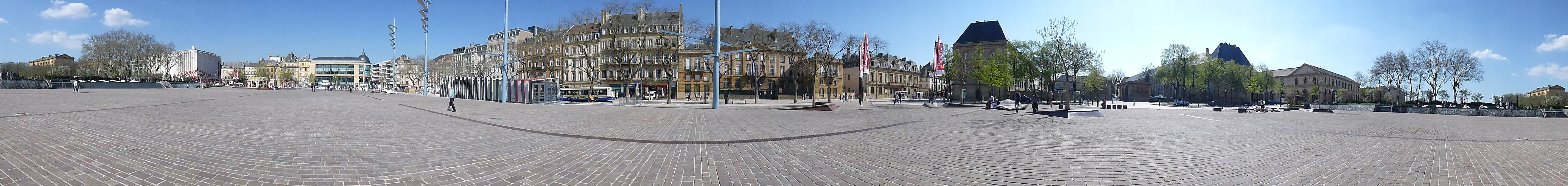